# Transmigrationskultur
En transmigrationskultur är en kultur av en mikroorganism som utvecklar sig också på djupet i ett halvfast medium. Detta studerades redan av Fischer 
som inokulerade bakteriekulturer på ytan av ett agarmedium gjutet i provrör. Kulturens form och utbredning i djupled beror på mikroorganismernas beroende av syrgas från luften och rörlighet, och är karakteristisk för en given bakteriestam. Utom för att karakterisera coli-bakterier har tekniken använts bland annat för att identifiera antrax-bakterier som utmärker sig genom sin relativa orörlighet.